# Schäl Sick Brass Band
Die Schäl Sick Brass Band war eine der Weltmusik verpflichtete Band aus Köln. Ihr Name leitet sich von der Schäl Sick ab, den rechtsrheinischen Vierteln der Stadt.

## Werdegang
1995 gründete Raimund Kroboth mit anderen Jazzmusikern der Kölner Szene das Ensemble. Klänge aus dem Iran, der Türkei, Bulgarien, Griechenland oder Nordafrika fließen zusammen und werden neu arrangiert und umgedeutet. Beispielsweise wurde das in der islamischen Welt bekannte ägyptische Lied „Mustapha“ auf Kölsch gesungen. Ebenso wurde bayrische Blasmusik mit persischen Texten versehen. Während der Sound der Band bis 1999 vor allem von der iranischen Sängerin Maryam Akhondy mitgeprägt wurde, war es danach für mehrere Jahre Ivanka Ivanova aus Bulgarien, die die stimmlichen Hauptakzente setzte. Gespielt werden aber auch Stücke, die einer imaginären Folklore verpflichtet sind, aber weniger mit den Mitteln des Jazz, sondern vielmehr denen eines Folkpunk interpretiert werden.
Bereits in den ersten Jahren trat die Band nicht nur in Europa auf, sondern tourte auch durch außereuropäische Länder wie Marokko und die Türkei; später besuchte sie auch den Libanon, Syrien, Jordanien, Palästina, Israel, Ägypten und Taiwan. Die Band spielte ebenfalls zur Feier des 90. Geburtstages von Willy Millowitsch.

## Diskografie
- Majnoun, 1996
- Tschupun, 1999[1]
- Maza Meze, 2000
- Kesh Mesh, 2002
- Prasti Music, 2006